# Eriopygodes discalis
Eriopygodes discalis là một loài bướm đêm trong họ Noctuidae.